# Olympische Sommerspiele 1960/Teilnehmer (Sowjetunion)
| Gelbes Symbol für Goldmedaillen mit stilisierten Olympischen Ringen | Graues Symbol für Silbermedaillen mit stilisierten Olympischen Ringen | Braundes Symbol für Bronzemedaillen mit stilisierten Olympischen Ringen |
| ------------------------------------------------------------------- | --------------------------------------------------------------------- | ----------------------------------------------------------------------- |
| 43                                                                  | 29                                                                    | 31                                                                      |

Die Sowjetunion nahm an den Olympischen Sommerspielen 1960 in Rom mit einer Delegation von 283 Athleten (233 Männer und 50 Frauen) an 145 Wettkämpfen in 17 Sportarten teil.
Die sowjetischen Sportler gewannen 43 Gold-, 29 Silber- und 31 Bronzemedaillen, womit die Sowjetunion den ersten Platz im Medaillenspiegel belegte. Erfolgreichster Athlet war der Turner Boris Schachlin, der sieben Medaillen gewann und dabei vierfacher Olympiasieger wurde. Fahnenträger bei der Eröffnungsfeier war der Gewichtheber Juri Wlassow.

## Teilnehmer nach Sportarten

### Basketball
- Silber 
Valdis Muižnieks
Michail Semjonow
Maigonis Valdmanis
Jānis Krūmiņš
Wiktor Subkow
Juri Kornejew
Alexander Petrow
Gennadi Wolnow
Guram Minaschwili
Wladimer Ugrechelidse
Albert Waltin
Cēzars Ozers

### Boxen
- Sergei Siwko
Fliegengewicht: Silber

- Oleg Grigorjew
Bantamgewicht: Gold

- Boris Nikonorow
Federgewicht: im Viertelfinale ausgeschieden

- Wilikton Barannikow
Leichtgewicht: im Viertelfinale ausgeschieden

- Wladimir Jengibarjan
Halbweltergewicht: im Viertelfinale ausgeschieden

- Juri Radonjak
Weltergewicht: Silber

- Boris Lagutin
Halbmittelgewicht: Bronze

- Jewgeni Feofanow
Mittelgewicht: Bronze

- Gennadi Schatkow
Halbschwergewicht: im Viertelfinale ausgeschieden

- Andrei Abramow
Schwergewicht: im Viertelfinale ausgeschieden

### Fechten
Männer
- Wiktor Schdanowitsch
Florett: Gold 
Florett Mannschaft: Gold

- Juri Sissikin
Florett: Silber 
Florett Mannschaft: Gold

- Mark Midler
Florett: 5. Platz
Florett Mannschaft: Gold

- German Sweschnikow
Florett Mannschaft: Gold

- Juri Rudow
Florett Mannschaft: Gold

- Bruno Habārovs
Degen: Bronze 
Degen Mannschaft: Bronze

- Guram Kostawa
Degen: im Halbfinale ausgeschieden
Degen Mannschaft: Bronze

- Arnold Tscharnuschewitsch
Degen: im Viertelfinale ausgeschieden
Degen Mannschaft: Bronze

- Aljaksandr Paulouski
Degen Mannschaft: Bronze

- Walentin Tschernikow
Degen Mannschaft: Bronze

- Dawid Tyschler
Säbel: 7. Platz
Säbel Mannschaft: 5. Platz

- Jakow Rylski
Säbel: 8. Platz
Säbel Mannschaft: 5. Platz

- Nugsar Assatiani
Säbel: im Viertelfinale ausgeschieden
Säbel Mannschaft: 5. Platz

- Jewhen Tscherepowskyj
Säbel Mannschaft: 5. Platz

- Umjar Mawlichanow
Säbel Mannschaft: 5. Platz

Frauen
- Walentina Rastworowa
Florett: Silber 
Florett Mannschaft: Gold

- Galina Gorochowa
Florett: 4. Platz
Florett Mannschaft: Gold

- Alexandra Sabelina
Florett: im Viertelfinale ausgeschieden
Florett Mannschaft: Gold

- Tatjana Petrenko
Florett Mannschaft: Gold

- Walentina Prudskowa
Florett Mannschaft: Gold

- Ljudmila Schischowa
Florett Mannschaft: Gold

### Gewichtheben
- Jewgeni Minajew
Federgewicht: Gold

- Wiktor Buschujew
Leichtgewicht: Gold

- Alexander Kurynow
Mittelgewicht: Gold

- Arkadi Worobjow
Mittelschwergewicht: Gold

- Trofim Lomakin
Mittelschwergewicht: Silber

- Juri Wlassow
Schwergewicht: Gold

### Kanu
Männer
- Ibrohim Hassanow
Einer-Kajak 1000 m: 4. Platz

- Mykolas Rudzinskas
Zweier-Kajak 1000 m: 4. Platz

- Iwan Holowatschow
Zweier-Kajak 1000 m: 4. Platz

- Igor Pissarew
Vierer-Kajak 1000 m: 5. Platz

- Anatoli Kononenko
Vierer-Kajak 1000 m: 5. Platz

- Fedir Ljachowskyj
Vierer-Kajak 1000 m: 5. Platz

- Wolodymyr Natalucha
Vierer-Kajak 1000 m: 5. Platz

- Alexander Silajew
Einer-Canadier 1000 m: Silber

- Leanid Hejschtar
Zweier-Canadier 1000 m: Gold

- Serhij Makarenko
Zweier-Canadier 1000 m: Gold

Frauen
- Antonina Seredina
Einer-Kajak 500 m: Gold 
Zweier-Kajak 500 m: Gold

- Marija Schubina
Zweier-Kajak 500 m: Gold

### Leichtathletik
Männer
- Edwin Osolin
100 m: im Viertelfinale ausgeschieden
4-mal-100-Meter-Staffel: Silber

- Juri Konowalow
100 m: im Viertelfinale ausgeschieden
200 m: im Viertelfinale ausgeschieden
4-mal-100-Meter-Staffel: Silber

- Ghusman Qossanow
100 m: im Viertelfinale ausgeschieden
4-mal-100-Meter-Staffel: Silber

- Wadym Archyptschuk
200 m: im Viertelfinale ausgeschieden

- Leonid Bartenjew
200 m: im Viertelfinale ausgeschieden
4-mal-100-Meter-Staffel: Silber

- Konstantin Gratschow
400 m: im Viertelfinale ausgeschieden
4-mal-400-Meter-Staffel: im Vorlauf ausgeschieden

- Abram Krywoschejew
800 m: im Halbfinale ausgeschieden

- Waleri Bulyschew
800 m: im Viertelfinale ausgeschieden

- Wassili Sawinkow
800 m: im Vorlauf ausgeschieden

- Jewgeni Momotkow
1500 m: im Vorlauf ausgeschieden

- Alexander Artynjuk
5000 m: 9. Platz

- Juri Sacharow
5000 m: im Vorlauf ausgeschieden

- Boris Jefimow
5000 m: im Vorlauf ausgeschieden

- Pjotr Bolotnikow
10.000 m: Gold

- Alexei Dessjattschikow
10.000 m: 4. Platz

- Jewgeni Schukow
10.000 m: 16. Platz

- Konstantin Worobjow
Marathon: 4. Platz

- Sergei Popow
Marathon: 5. Platz

- Nikolai Rumjanzew
Marathon: 11. Platz

- Walentin Tschistjakow
110 m Hürden: 6. Platz

- Mykola Beresuzkyj
110 m Hürden: im Halbfinale ausgeschieden

- Anatoli Michailow
110 m Hürden: im Halbfinale ausgeschieden

- Georgi Tschewytschalow
400 m Hürden: im Halbfinale ausgeschieden

- Boris Kriunow
400 m Hürden: im Vorlauf ausgeschieden
4-mal-400-Meter-Staffel: im Vorlauf ausgeschieden

- Arnold Mazulewytsch
400 m Hürden: im Vorlauf ausgeschieden
4-mal-400-Meter-Staffel: im Vorlauf ausgeschieden

- Nikolai Sokolow
3000 m Hindernis: Silber

- Semjon Rschischtschin
3000 m Hindernis: Bronze

- Alexei Konow
3000 m Hindernis: 8. Platz

- Wladimir Poljanitschew
4-mal-400-Meter-Staffel: im Vorlauf ausgeschieden

- Wolodymyr Holubnytschyj
20 km Gehen: Gold

- Anatoli Wedjakow
20 km Gehen: Rennen nicht beendet
50 km Gehen: 9. Platz

- Gennadi Solodow
20 km Gehen: Rennen nicht beendet

- Oleksandr Schtscherbyna
50 km Gehen: 4. Platz

- Grigori Klimow
50 km Gehen: Rennen nicht beendet

- Robert Schawlakadse
Hochsprung: Gold

- Waleri Brumel
Hochsprung: Silber

- Wiktor Bolschow
Hochsprung: 4. Platz

- Ihor Petrenko
Stabhochsprung: 6. Platz

- Jānis Krasovskis
Stabhochsprung: 13. Platz

- Igor Ter-Owanessjan
Weitsprung: Bronze

- Dmytro Bondarenko
Weitsprung: 8. Platz

- Rewas Kwatschakidse
Weitsprung: 40. Platz

- Wladimir Gorjajew
Dreisprung: Silber

- Witold Krejer
Dreisprung: Bronze

- Jewgenij Michailow
Dreisprung: 10. Platz

- Wiktor Lipsnis
Kugelstoßen: 4. Platz

- Wiktor Kompanijez
Diskuswurf: 6. Platz

- Kim Buchanzow
Diskuswurf: 8. Platz

- Wladimir Trussenjow
Diskuswurf: 15. Platz

- Wassili Rudenkow
Hammerwurf: Gold

- Anatoli Samozwetow
Hammerwurf: 7. Platz

- Juri Nikulin
Hammerwurf: 10. Platz

- Wiktor Zybulenko
Speerwurf: Gold

- Mart Paama
Speerwurf: 11. Platz

- Iwan Siwopljassow
Speerwurf: 14. Platz

- Wassili Kusnezow
Zehnkampf: Bronze

- Jurij Kutenko
Zehnkampf: 4. Platz

- Iuri Diatschkowi
Zehnkampf: Wettkampf nicht beendet

Frauen
- Marija Itkina
100 m: 4. Platz
200 m: 4. Platz
4-mal-100-Meter-Staffel: 4. Platz

- Wera Krepkina
100 m: im Halbfinale ausgeschieden
4-mal-100-Meter-Staffel: 4. Platz
Weitsprung: Gold

- Walentyna Maslowska
200 m: im Halbfinale ausgeschieden
4-mal-100-Meter-Staffel: 4. Platz

- Ljudmila Samotjossowa
200 m: im Vorlauf ausgeschieden

- Ljudmila Schewzowa
800 m: Gold

- Sinaida Matistowitsch
800 m: im Vorlauf ausgeschieden

- Jekaterina Parljuk
800 m: im Vorlauf ausgeschieden

- Irina Press
80 m Hürden: Gold 
4-mal-100-Meter-Staffel: 4. Platz

- Galina Bystrowa
80 m Hürden: 5. Platz

- Rimma Koscheljowa
80 m Hürden: 6. Platz

- Galina Dolja
Hochsprung: 4. Platz

- Taissija Tschentschik
Hochsprung: 5. Platz

- Walentina Ballod
Hochsprung: 15. Platz

- Ljudmyla Radtschenko
Weitsprung: 5. Platz

- Walentina Schaprunowa
Weitsprung: 8. Platz

- Tamara Press
Kugelstoßen: Gold 
Diskuswurf: Silber

- Sinaida Doinikowa
Kugelstoßen: 5. Platz

- Galina Sybina
Kugelstoßen: 7. Platz

- Nina Ponomarjowa
Diskuswurf: Gold

- Jewgenija Kusnezowa
Diskuswurf: 5. Platz

- Elvīra Ozoliņa
Speerwurf: Gold

- Birutė Kalėdienė
Speerwurf: Bronze

- Alewtina Schastitko
Speerwurf: 8. Platz

### Moderner Fünfkampf
- Igor Nowikow
Einzel: 5. Platz
Mannschaft: Silber

- Nikolai Tatarinow
Einzel: 6. Platz
Mannschaft: Silber

- Hanno Selg
Einzel: 10. Platz
Mannschaft: Silber

### Radsport
- Wiktor Kapitonow
Straßenrennen: Gold 
Straßenrennen Mannschaftszeitfahren: Bronze

- Juri Melichow
Straßenrennen: 4. Platz
Straßenrennen Mannschaftszeitfahren: Bronze

- Jewgeni Klewzow
Straßenrennen: 33. Platz
Straßenrennen Mannschaftszeitfahren: Bronze

- Gainan Saidchuschin
Straßenrennen: 34. Platz

- Alexei Petrow
Straßenrennen Mannschaftszeitfahren: Bronze

- Boris Wassiljew
Bahn Sprint: in der 5. Runde ausgeschieden
Bahn Tandem Sprint 2000 m: Bronze

- Imants Bodnieks
Bahn Sprint: in der 5. Runde ausgeschieden

- Rostislaw Wargaschkin
Bahn 1000 m Zeitfahren: Bronze

- Wladimir Leonow
Bahn Tandem Sprint 2000 m: Bronze

- Stanislaw Moskwin
Bahn Mannschaftsverfolgung 4000 m: Bronze

- Leonid Kolumbet
Bahn Mannschaftsverfolgung 4000 m: Bronze

- Wiktor Romanow
Bahn Mannschaftsverfolgung 4000 m: Bronze

- Arnold Belgardt
Bahn Mannschaftsverfolgung 4000 m: Bronze

### Reiten
- Sergei Filatow
Dressur: Gold

- Iwan Kalita
Dressur: 5. Platz

- Andrei Faworski
Springreiten: ausgeschieden
Springreiten Mannschaft: ausgeschieden

- Wladimir Raspopow
Springreiten Mannschaft: ausgeschieden

- Fjodor Metelkow
Springreiten: ausgeschieden

- Ernest Schabailo
Springreiten: ausgeschieden
Springreiten Mannschaft: ausgeschieden

- Saibattal Mursalimow
Vielseitigkeitsreiten: 5. Platz
Vielseitigkeitsreiten Mannschaft: ausgeschieden

- Lew Baklyschkin
Vielseitigkeitsreiten: 7. Platz
Vielseitigkeitsreiten Mannschaft: ausgeschieden

- Juri Smyslow
Vielseitigkeitsreiten: ausgeschieden
Vielseitigkeitsreiten Mannschaft: ausgeschieden

- Boris Konkow
Vielseitigkeitsreiten: ausgeschieden
Vielseitigkeitsreiten Mannschaft: ausgeschieden

### Ringen
- Ali Alijew
Fliegengewicht, Freistil: 6. Platz

- Michail Schachow
Bantamgewicht, Freistil: 6. Platz

- Wladimir Rubaschwili
Federgewicht, Freistil: Bronze

- Wladimir Sinjawski
Leichtgewicht, Freistil: Silber

- Wachtang Balawadse
Weltergewicht, Freistil: 11. Platz

- Giorgi Schirtladse
Mittelgewicht, Freistil: Silber

- Anatoli Albul
Halbschwergewicht, Freistil: Bronze

- Sawkuds Dsarassow
Schwergewicht, Freistil: Bronze

- Iwan Kotschergin
Fliegengewicht, griechisch-römisch: 5. Platz

- Oleg Karawajew
Bantamgewicht, griechisch-römisch: Gold

- Konstantin Wyrupajew
Federgewicht, griechisch-römisch: Bronze

- Awtandil Koridse
Leichtgewicht, griechisch-römisch: Gold

- Hryhorij Hamarnik
Weltergewicht, griechisch-römisch: 5. Platz

- Nikolai Tschutschalow
Mittelgewicht, griechisch-römisch: 5. Platz

- Giwi Kartosia
Halbschwergewicht, griechisch-römisch: Bronze

- Iwan Bohdan
Schwergewicht, griechisch-römisch: Gold

### Rudern
- Wjatscheslaw Iwanow
Einer: Gold

- Alexander Berkutow
Doppel-Zweier: Silber

- Juri Tjukalow
Doppel-Zweier: Silber

- Walentin Boreiko
Zweier ohne Steuermann: Gold

- Oleg Golowanow
Zweier ohne Steuermann: Gold

- Antanas Bagdonavičius
Zweier mit Steuermann: Silber

- Zigmas Jukna
Zweier mit Steuermann: Silber

- Igor Rudakow
Zweier mit Steuermann: Silber 
Vierer mit Steuermann: 4. Platz

- Igor Achremtschik
Vierer ohne Steuermann: Bronze

- Juri Batschurow
Vierer ohne Steuermann: Bronze

- Walentin Morkowkin
Vierer ohne Steuermann: Bronze

- Anatoli Tarabrin
Vierer ohne Steuermann: Bronze

- Oleg Alexandrow
Vierer mit Steuermann: 4. Platz

- Igor Chochlow
Vierer mit Steuermann: 4. Platz

- Walentin Sanin
Vierer mit Steuermann: 4. Platz

- Boris Fjodorow
Vierer mit Steuermann: 4. Platz

- Michail Balenkow
Achter mit Steuermann: im Halbfinale ausgeschieden

- Wiktor Barinow
Achter mit Steuermann: im Halbfinale ausgeschieden

- Wiktor Bogatschew
Achter mit Steuermann: im Halbfinale ausgeschieden

- Woldemar Dundur
Achter mit Steuermann: im Halbfinale ausgeschieden

- Nikolai Gomolko
Achter mit Steuermann: im Halbfinale ausgeschieden

- Boris Gorochow
Achter mit Steuermann: im Halbfinale ausgeschieden

- Leonid Iwanow
Achter mit Steuermann: im Halbfinale ausgeschieden

- Wladimir Malik
Achter mit Steuermann: im Halbfinale ausgeschieden

- Juri Lorenzson
Achter mit Steuermann: im Halbfinale ausgeschieden

### Schießen
- Alexander Sabelin
Schnellfeuerpistole 25 m: Bronze

- Jewgeni Tscherkassow
Schnellfeuerpistole 25 m: 12. Platz

- Alexei Guschtschin
Freie Pistole 50 m: Gold

- Machmud Omarow
Freie Pistole 50 m: Silber

- Wassili Borissow
Freies Gewehr Dreistellungskampf 300 m: Bronze 
Kleinkalibergewehr liegend 50 m: 4. Platz

- Moisei Itkis
Freies Gewehr Dreistellungskampf 300 m: 5. Platz

- Wiktor Schamburkin
Kleinkalibergewehr Dreistellungskampf 50 m: Gold

- Marat Nyýazow
Kleinkalibergewehr Dreistellungskampf 50 m: Silber 
Kleinkalibergewehr liegend 50 m: 9. Platz

- Sergei Kalinin
Trap: Bronze

- Juri Nikandrow
Trap: 15. Platz

### Schwimmen
Männer
- Igor Luschkowski
100 m Freistil: im Halbfinale ausgeschieden
4-mal-200-Freistil-Staffel: 8. Platz
4-mal-100-Lagen-Staffel: 5. Platz

- Witali Sorokin
100 m Freistil: im Halbfinale ausgeschieden
4-mal-200-Freistil-Staffel: 8. Platz

- Leonid Kolesnikow
400 m Freistil: im Vorlauf ausgeschieden
4-mal-100-Lagen-Staffel: 5. Platz

- Gennadi Androssow
1500 m Freistil: im Vorlauf ausgeschieden

- Boris Nikitin
4-mal-200-Freistil-Staffel: 8. Platz

- Gennadi Nikolajew
4-mal-200-Freistil-Staffel: 8. Platz

- Serhij Towstoplet
4-mal-200-Freistil-Staffel: 8. Platz

- Leonid Barbijer
100 m Rücken: 5. Platz
4-mal-100-Lagen-Staffel: 5. Platz

- Veiko Siimar
100 m Rücken: 8. Platz

- Arkadij Holowtschenko
200 m Brust: im Halbfinale ausgeschieden

- Heorhij Prokopenko
200 m Brust: im Halbfinale ausgeschieden

- Walentin Kusmin
200 m Schmetterling: 7. Platz

- Grigori Kisseljow
200 m Schmetterling: im Halbfinale ausgeschieden
4-mal-100-Lagen-Staffel: 5. Platz

Frauen
- Marina Schamal
100 m Freistil: im Vorlauf ausgeschieden
4-mal-100-Freistil-Staffel: 8. Platz
4-mal-100-Lagen-Staffel: 8. Platz

- Ulvi Voog
100 m Freistil: im Vorlauf ausgeschieden
4-mal-100-Freistil-Staffel: 8. Platz

- Irina Ljachowskaja
4-mal-100-Freistil-Staffel: 8. Platz

- Galina Sosnowa
4-mal-100-Freistil-Staffel: 8. Platz

- Larissa Wiktorowa
100 m Rücken: im Vorlauf ausgeschieden
4-mal-100-Lagen-Staffel: 8. Platz

- Ljudmyla Klipowa
100 m Rücken: im Vorlauf ausgeschieden

- Eve Maurer
200 m Brust: im Vorlauf ausgeschieden

- Ljudmila Korobowa
200 m Brust: im Vorlauf ausgeschieden
4-mal-100-Lagen-Staffel: 8. Platz

- Sinaida Belowezkaja
100 m Schmetterling: 6. Platz
4-mal-100-Lagen-Staffel: 8. Platz

- Walentina Posnjak
100 m Schmetterling: im Vorlauf ausgeschieden
4-mal-100-Lagen-Staffel: 8. Platz

### Segeln
- Alexander Tschutschelow
Finn-Dinghy: Silber

- Timir Pinegin
Star: Gold

- Fjodor Schutkow
Star: Gold

- Alexander Schelkownikow
Flying Dutchman: 6. Platz

- Wiktor Piltschin
Flying Dutchman: 6. Platz

- Eduard Staisson
Drachen: 16. Platz

- Nikolai Jepifanow
Drachen: 16. Platz

- Wjatscheslaw Moschajew
Drachen: 16. Platz

- Wiktor Gorlow
5,5-Meter-Klasse: 14. Platz

- Konstantin Melgunow
5,5-Meter-Klasse: 14. Platz

- Pawel Parschin
5,5-Meter-Klasse: 14. Platz

### Turnen
Männer
- Boris Schachlin
Einzelmehrkampf: Gold 
Boden: 7. Platz
Pferdsprung: Gold 
Barren: Gold 
Reck: Bronze 
Ringe: Silber 
Seitpferd: Gold 
Mannschaftsmehrkampf: Silber

- Juri Titow
Einzelmehrkampf: Bronze 
Boden: Silber 
Pferdsprung: 4. Platz
Barren: 5. Platz
Reck: 5. Platz
Ringe: 6. Platz
Seitpferd: 5. Platz
Mannschaftsmehrkampf: Silber

- Albert Asarjan
Einzelmehrkampf: 11. Platz
Boden: 24. Platz
Pferdsprung: 14. Platz
Barren: 46. Platz
Reck: 7. Platz
Ringe: Gold 
Seitpferd: 30. Platz
Mannschaftsmehrkampf: Silber

- Wladimir Portnoi
Einzelmehrkampf: 12. Platz
Boden: 7. Platz
Pferdsprung: Bronze 
Barren: 42. Platz
Reck: 13. Platz
Ringe: 12. Platz
Seitpferd: 18. Platz
Mannschaftsmehrkampf: Silber

- Nikolai Miligulo
Einzelmehrkampf: 13. Platz
Boden: 14. Platz
Pferdsprung: 12. Platz
Barren: 23. Platz
Reck: 17. Platz
Ringe: 12. Platz
Seitpferd: 10. Platz
Mannschaftsmehrkampf: Silber

- Waleri Kerdemelidi
Einzelmehrkampf: 17. Platz
Boden: 14. Platz
Pferdsprung: 16. Platz
Barren: 97. Platz
Reck: 9. Platz
Ringe: 9. Platz
Seitpferd: 12. Platz
Mannschaftsmehrkampf: Silber

Frauen
- Larissa Latynina
Einzelmehrkampf: Gold 
Boden: Gold 
Pferdsprung: Bronze 
Stufenbarren: Silber 
Schwebebalken: Silber 
Mannschaftsmehrkampf: Gold

- Sofja Muratowa
Einzelmehrkampf: Silber 
Boden: 5. Platz
Pferdsprung: Silber 
Stufenbarren: 4. Platz
Schwebebalken: Bronze 
Mannschaftsmehrkampf: Gold

- Polina Astachowa
Einzelmehrkampf: Bronze 
Boden: Silber 
Pferdsprung: 6. Platz
Stufenbarren: Gold 
Schwebebalken: 28. Platz
Mannschaftsmehrkampf: Gold

- Margarita Nikolajewa
Einzelmehrkampf: 4. Platz
Boden: 15. Platz
Pferdsprung: Gold 
Stufenbarren: 20. Platz
Schwebebalken: 4. Platz
Mannschaftsmehrkampf: Gold

- Lidija Kalinina
Einzelmehrkampf: 7. Platz
Boden: 7. Platz
Pferdsprung: 8. Platz
Stufenbarren: 7. Platz
Schwebebalken: 8. Platz
Mannschaftsmehrkampf: Gold

- Tamara Ljuchina
Einzelmehrkampf: 89. Platz
Boden: Bronze 
Pferdsprung: 10. Platz
Stufenbarren: Bronze 
Schwebebalken: 122. Platz
Mannschaftsmehrkampf: Gold

### Wasserball
- Silber 
Wiktor Agejew
Leri Gogoladse
Boris Goichman
Juri Grigorowski
Anatoli Kartaschow
Wjatscheslaw Kurennoi
Pjotr Mschwenijeradse
Wladimir Nowikow
Jewgeni Salzyn
Wladimir Semjonow
Giwi Tschikwanaia

### Wasserspringen
Männer
- Jurij Melnikow
3 m Kunstspringen: 12. Platz

- Wjatscheslaw Tschernyschow
3 m Kunstspringen: 17. Platz

- Gennadi Galkin
10 m Turmspringen: 6. Platz

- Anatoli Syssojew
10 m Turmspringen: 8. Platz

Frauen
- Ninel Krutowa
3 m Kunstspringen: 5. Platz
10 m Turmspringen: Bronze

- Jelena Kossolapowa
3 m Kunstspringen: 11. Platz

- Raissa Gorochowskaja
10 m Turmspringen: 5. Platz